# 沙頭角新圍兵房軍火庫失竊案
沙頭角新圍兵房軍火庫失竊案發生於1972年6月至8月的一連串手榴彈失竊及使用行劫案，案件於1973年5月3日於高等法院判刑。

## 經過
多名青年於1972年6月3日在新界沙頭角新圍兵房軍火庫偷取四箱每箱十二枚手榴彈共四十八枚手榴彈及四十八個引爆器。其後於6月8日下午使用手榴彈行劫銅鑼灣天鵝餐廳一千元。及後再於6月18日黃昏使用手榴彈行劫華富邨麗麗金舖金飾價值五千八百元。
8月2日下午6時童黨企圖使用手榴彈行劫皇后大道一間當舖失敗，當場引爆1個手榴彈。1972年8月8日凌晨2時30分於西市街試圖脫逃警員追截時，引爆1個手榴彈並炸傷1名警員。
8月23日警員拘捕與案件有關人士及起回未使用的手榴彈。

## 控罪
- 1.第一、二、六被告於1972年6月3日在上水新圍兵營內爆竊四盒手榴彈，內有四十八個手榴彈及四十八個引爆器；
- 2.第四、五、六被告於1972年6月8日行劫銅鑼灣天鵝餐廳一千元；
- 3. 第四、五、六被告於1972年6月18日行劫華富邨麗麗金舖一批金飾，共值五千八百元；
- 4. 第四、五、六被告於1972年8月2日於大道西大生金舖意圖行劫；
- 5. 第四、五、六被告同時同地引致一枚手榴彈爆炸；
- 6. 第六被告同時同地協助第四、五被告逃走；
- 7. 第四、五被告於1972年8月8日於西市街引致一枚手榴彈爆炸；
- 8. 第六被告同時同地駕車協助第四、五被告逃走；
- 9. 第四、五被告於1972年8月8日有意圖傷害探員麥燦有；
- 10. 第六被告於1972年8月7日至8日期間內，在灣仔區偷竊一部汽車；
- 11. 第三被告，藏有軍火，於1972年8月1日至8月23日，在士美菲道一間塑膠花廠藏有兩個手榴彈；
- 12. 第四被告，於1972年8月8日至8月23日，在域多利山道藏有卅七個手榴彈；

## 判刑
- 第一被告：廖志榮（17歲），第1項控罪成立判處手入住兒童教導所9個月至3年；
- 第二被手：廖錦興（17歲）不予証供起訴；
- 第三被告：唐家輝（18歲），第1項控罪成立判處入獄18個月；
- 第四被告：陳國英（17歲），第1項控罪成立判處入獄4年，第4項及第5項控罪成立各判處入獄3年，同期執行，第12項控罪成立判處入獄2年，合共9年；
- 第五被告：黃志國（19歲），第1項控罪成立判處入獄4年，第4項及第5項控罪成立各判處入獄3年，同期執行，第7項控罪成立判處入獄2年，合共9年；
- 第六被告：黃業培（19歲），第1項控罪成立判處入獄2年。